# Terry Hammond
Terry Hammond (Sydney, 26 de maig de 1957) va ser un ciclista australià que fou professional entre 1978 i 1990.
Del seu palmarès destaca el Campionat nacional en ruta i dues victòries finals al Herald Sun Tour.

## Palmarès en ruta
- 1978
  - 1r al Herald Sun Tour i vencedor de 2 etapes
- 1982
  - 1r al Herald Sun Tour i vencedor d'una etapa
- 1983
  -  Campió d'Austràlia en ruta
  - Vencedor de 3 etapes del Herald Sun Tour
- 1984
  - Vencedor de 2 etapes del Herald Sun Tour
  - Vencedor d'una etapa del Griffin 1000
- 1985
  - Vencedor d'una etapa del Herald Sun Tour